# Белоглазая колючая акула
Белогла́зая колю́чая аку́ла, или белоглазая акула, или португальская акула (лат. Centroscymnus coelolepis) — вид рода белоглазых акул семейства сомниозовых отряда катранообразных. Широко распространён в Атлантическом океане, встречается в Индийском и в западной части Тихого океана. Обитает в нижней части материкового склона на глубине до 3675 м. Максимальная зарегистрированная длина 120 см. Акулы, живущие в Средиземном море, в целом меньше. Коренастых тёмно-коричневых белоглазых акул можно отличить от похожих внешне видов, например, от чёрных акул, по наличию у основания спинных плавников небольших шипов. Кроме того, их чешуя имеет необычную форму и больше похожа на чешую костистых рыб.
Белоглазые акулы являются активными хищниками, способными поймать крупную и быструю добычу. Их рацион состоит в основном из головоногих и рыб. У них острое зрение, приспособленное улавливать биолюминесценцию, поскольку солнечный свет не достигает глубин, где они обитают. Размножаются яйцеживорождением, эмбрионы питаются желтком и, возможно, маточной жидкостью. В помёте до 29 новорождённых, беременность длится свыше года. Этот вид ценится из-за богатой жиром печени. Белоглазые акулы являются важным объектом рыболовного промысла у побережья Португалии, Великобритании, Японии и Австралии. Не представляют опасности для человека.

## Таксономия
Первое научное описание белоглазых колючих акул было дано португальскими зоологами Жозе Висенте Барбоза ду Бокаже и Фелишем Антониу ди Бриту Капеллу в 1864 году. Голотип сгорел во время пожара в Национальном зоологическом музее в Лиссабоне. Учёные отнесли вид к новому роду белоглазых акул. Видовое название происходит от др.-греч. κοῖλος — «полый, пустой» — и λεπίς — «чешуя».

## Ареал
Белоглазые колючие акулы распространены весьма широко, однако неравномерно. В Атлантике существует несколько изолированных популяций. Они обитают от Большой Ньюфаундлендской банки до штата Делавэр (США). В восточной Атлантике они попадаются от Исландии до Сьерра Леоне, включая западную часть Средиземного моря, окрестности Азорских островов и Мадейры, а также от южной части Намибии до западного побережья ЮАР. В Индийском океане они встречаются у берегов Сейшельских островов. В Тихом океане они присутствуют в водах, омывающих Японию, Новую Зеландию и Австралию от Кейп-Хока (Новый Южный Уэльс) до Бичпорта (Южная Австралия), включая Тасманию.
Белоглазые колючие акулы обитают на самых больших глубинах среди всех живущих ныне акул. Они встречаются на глубине от 150 до 3675 м, начиная с нижней части материкового склона и заканчивая абиссальной равниной, чаще всего их наблюдают между 400 и 2000 м. В Средиземном море они редко попадаются на глубине менее 1500 м, обычно держатся между 2500 и 3000 м. Вода на такой глубине имеет довольно постоянную температуру 13 °С и солёность 38,4 ‰. Взрослые белоглазые колючие акулы ведут донный образ жизни, тогда как молодые особи встречаются на значительном расстоянии от дна. У этого вида наблюдается глубинная сегрегация по полу и размеру; беременные самки попадаются выше 1200—1500 м, а молодые акулы предпочитают держаться на бо́льшей глубине.

## Описание
В среднем самцы и самки белоглазых акул достигают длины 90 и 100 см соответственно. Максимальный зарегистрированный размер составляет 120 см. Особи вида, обитающие в Средиземном море, мельче, их размер не более 65 см. У белоглазых колючих акул короткое и закруглённое рыло, длина рыла не превышает ширину рта. Ноздри обрамлены короткими кожными складками. Крупные овальные глаза оснащены особым слоем сосудистой оболочки, который отсвечивает жёлто-зелёным светом. Рот широкий и слегка изогнутый в виде арки, губы гладкие, по углам рта имеются борозды. Верхних зубов от 43 до 68, они узкие, поставлены вертикально. Нижних — 29—41, они короткие, с угловидно загнутым концом; концы зубов сцеплены между собой, образуя единое «лезвие». Имеется пять пар коротких жаберных щелей.
У белоглазых колючих акул толстое цилиндрическое тело, брюхо плоское. Спинные плавники небольшого размера, одинаковы по форме, у каждого в основании расположен крошечный рифлёный шип. Основание первого спинного плавника находится позади грудных плавников, а основание второго спинного плавника — над брюшными плавниками. Грудные плавники среднего размера, закруглены. Анальный плавник отсутствует. Нижняя лопасть хвостового плавника короткая, но хорошо развитая, у края верхней лопасти имеется вентральная выемка. Кожа покрыта крупными плакоидными чешуйками, с возрастом меняющими форму. Кожа молодых акул покрыта неплотно прилегающими друг к другу сердцевидными чешуйками с неполным центральным хребтом и тремя каудальными зубцами, верхушка чешуек заострена. У взрослых особей чешуйки почти круглые, гладкие, с центральной выемкой, налагаются друг на друга подобно чешуе костистых рыб. Молодые белоглазые акулы равномерно окрашены в сине-чёрный цвет, взрослые имеют коричнево-чёрную окраску. В северо-восточной Атлантике в 1997 году была поймана частично альбиносная особь данного вида: тело было окрашено бледно, но глаза имели нормальную окраску. Это был первый экземпляр глубоководной акулы-альбиноса.

## Биология
Обитая практически исключительно в афотической зоне (зоне, куда не проникают солнечные лучи), белоглазые колючие акулы довольно широко распространены и многочисленны в глубоких водах. Крупная богатая скваленом печень этих рыб позволяет им поддерживать нейтральную плавучесть и зависать в толще воды, прикладывая минимум усилий. В печени самцов сквалена больше, чем в печени самок. Исследования показали, что средняя скорость движения белоглазых колючих акул составляет 0,072 м/c и что они не остаются подолгу на одном и том же месте. На белоглазых колючих акулах паразитируют моногенеи рода Erpocotyle, ленточные черви Sphyriocephalus viridis, S. richardi и Anthobothrium sp.
Белоглазые колючие акулы охотятся в основном на головоногих (например, Mastigoteuthis) и на костистых рыб (гладкоголовые, светящиеся анчоусы, атлантические большеголовы, макрурусы). Известно также, что они могут охотиться на других акул и на беспозвоночных, например, на медуз Atolla wyvillei, могут поедать и останки мёртвых китов. У этих акул более острое зрение по сравнению с прочими глубоководными акулами. У них крупные хрусталики и зрачки, имеется тапетум люцидум, в их глазах высока концентрация ганглионарных клеток, сосредоточенных в горизонтальной полосе, проходящей через центр глаз; эти клетки усиливают восприятие движущихся объектов в горизонтальной плоскости. Очевидно, что зрительный аппарат белоглазых колючих акул приспособлен улавливать биолюминесценцию, максимальное поглощение электромагнитного излучения их светоулавливающего пигмента соответствует длине волны света, излучаемого их жертвами, такими как кальмары Histioteuthis, Heteroteuthis dispar, Lycoteuthis lorigera и Taningia danae.
В Средиземном море белоглазые акулы являются одними из наиболее распространённых акул наряду с испанской акулой-пилохвостом и ночной акулой, здесь это единственная часто встречающаяся акула на глубинах свыше 1500 м. Ввиду обитания на бо́льшей, чем эти два вида, глубине конкуренция с ними отсутствует. Небольшой размер представителей средиземноморской популяции, вероятно, объясняется скудной кормовой базой и/или более тёплой и солёной водой. Рацион этих акул на 87 % состоит из головоногих. Костистые рыбы — вторичный источник пищи; молодые акулы предпочитают креветок Acanthephyra eximia — наиболее распространённых в пределах ареала акул десятиногих ракообразных. В отличие от акул других популяций, средиземноморские белоглазые колючие акулы не едят падаль.
Эти акулы размножаются яйцеживорождением, эмбрионы питаются желтком и, возможно, маточной жидкостью, вырабатываемой организмом матери. В одном из исследований отмечалось, что у побережья Португалии период размножения наступает два раза в году: с января по май и с августа по декабрь, причём репродуктивную активность демонстрирует только часть популяции. Однако по другим данным самки на разных сроках беременности попадаются круглый год. Фолликулам яичника необходимо время для созревания, достигнув в диаметре 5—6 мм, они овулируют в матку. У исследованных самок в половых путях не было обнаружено спермы, это даёт основание предположить, что оплодотворение у акул происходит сразу после спаривания, которое в свою очередь может запускать процесс овуляции. У атлантических и тихоокеанских популяций белоглазых колючих акул наблюдается сходный репродуктивный цикл. У акул, обитающих у берегов Японии, в целом вырабатывается большее количество мелких ооцитов, а у акул, населяющих воды Великобритании, помёт (при мелких ооцитах) многочисленнее и крупнее, чем у их португальских сородичей. Есть данные о поимке особи-гермафродита, у которой справа имелся яичник, а слева — семенник.
На ранней стадии развития пол эмбрионов неразличим, пигментация отсутствует, у них имеются волокнистые внешние жабры; желточный мешок весит 120—130 г. Репродуктивные органы развиваются по достижении зародышем длины 92 мм, а дифференциация клеток завершается при длине 150 мм. У эмбрионов, дорастающих до 100—150 мм, появляется пигментация, примерно в это же время внешние жабры регрессируют. При длине 140 мм развивается внутренний желточный мешок, в котором начинает запасаться желток. К тому времени, когда зародыши достигают размера 233—300 мм, внешний желточный мешок полностью пустеет. У побережья Португалии новорождённые появляются на свет в мае и декабре. Беременность длится свыше года. После родов у самок происходит атрезия фолликулов; это говорит о том, что между беременностями существует период отдыха. Численность помёта колеблется от 1 до 29 и напрямую зависит от размера самки. В среднем в помёте 12 новорождённых. Возможно, роды происходят в пока неизвестных естественных питомниках, поскольку новорождённые попадаются крайне редко. В Атлантике их длина составляет 23—30 см, а в Тихом океане 30—35 см.
За исключением особей средиземноморской популяции, самцы и самки этого вида достигают половой зрелости при длине 90—101 и 
85—115 см соответственно (побережье Пиренейского полуострова), 86 и 102 см (к западу от берегов Великобритании), 70 и 95—100 см (залив Суруга) и 82—90 и 99—110 см у юго-востока Австралии. В Средиземном море же белоглазые колючие акулы становятся половозрелыми уже при длине 53 см.

## Взаимодействие с человеком
Белоглазые колючие акулы слишком малы и обитают слишком глубоко, чтобы представлять опасность для человека. Этих акул с давних пор добывают на крючок, с помощью жаберных сетей и тралов. Они особенно ценятся за печень, содержащую до 22—49 % сквалена. Мясо поступает в продажу в свежем или вяленом виде, после чего употребляется в пищу либо используется для производства рыбной муки. До недавнего времени эти акулы были объектами европейского коммерческого промысла только в Португалии. В качестве прилова в ходе промысла угольной рыбы-сабли с 1986 по 1999 год ежегодно вылавливали от 300 до 900 тонн белоглазых колючих акул. Примерно в 1990 году французские донные траулеры начали промысел этих и серых короткошипых акул к западу от Британских островов ради печени и мяса. К ним присоединились норвежские, ирландские и шотландские рыболовы, таким образом, белоглазые колючие акулы стали важным компонентом глубоководного промысла в северо-западной Атлантике. В то время как у побережья Португалии численность популяции остаётся стабильной, популяция Британских вод существенно уменьшилась за последние годы. Международный союз охраны природы присвоил этому виду статус сохранности «Близкий к уязвимому положению».